# Уитни, Грейс Ли
Грейс Ли Уитни (англ. Grace Lee Whitney), наст. имя Мэри Энн Чейз (англ. Mary Ann Chase; 1 апреля 1930 — 1 мая 2015) — американская актриса. Она известна благодаря роли Дженис Рэнд в первом сезоне сериала NBC «Звёздный путь: Оригинальный сериал» (1966). Роль, которую затем она повторила в полнометражных фильмах «Звёздный путь: Фильм» (1979), «Звёздный путь 4: Путешествие домой» (1986) и «Звёздный путь 6: Неоткрытая страна» (1991).
Уитни родилась в Анн-Арборе и выросла в приёмной семье, благодаря чему сменила имя. Её карьера началась на радио в Детройте, а в 1951 году она дебютировала на бродвейской сцене. В ходе 1950-х годов она переехала в Голливуд, где нашла стабильную работу в телевизионных вестернах и незначительные роли на большом экране. Её первая значимая роль была в кинофильме 1963 года «Нежная Ирма», после чего Уитни работала на телевидении. После увольнения из «Звёздный путь», она продолжила карьеру, появляясь в эпизодах «Бэтмен», «Большая долина», «Супруги Харт», а также «Звёздный путь: Вояджер».
В 1998 году Уитни написала книгу, в которой рассказала, что подвергалась сексуальному насилию со стороны директоров компании-производителя «Звёздный путь», а также своей последующей борьбы с алкогольной и наркотической зависимостями.
Умерла у себя дома 1 мая 2015 года.